# The Picasso Summer
The Picasso Summer è un film del 1969 diretto da Robert Sallin ed interpretato da Albert Finney e Yvette Mimieux. La sceneggiatura è stata scritta da Ray Bradbury (usando lo pseudonimo di Douglas Spaulding) basata sul suo racconto del 1957 In a Season of Calm Weather.
Il regista originale era Serge Bourguignon, il cui montaggio preliminare fu rifiutato dalla Warner Bros. Un altro regista, Robert Sallin, venne assunto per girare nuovamente alcune scene e il finale modificato. Anche con le scene rielaborate, il film non è mai uscito nelle sale negli Stati Uniti. È stato venduto per la distribuzione a reti e stazioni televisive con Sallin accreditato come regista.

## Trama
George Smith, giovane architetto di San Francisco caduto in depressione, sente improvvisamente un bisogno irrefrenabile di incontrare Pablo Picasso e parte con sua moglie Alice in un viaggio improvviso per il sud della Francia. Arrivati al cancello della villa del pittore, i due restano sorpresi nel sentirsi dire che Picasso non riceve visitatori.
Dopo una cena lugubre, George si ritira in un bar mentre Alice fa ritorno in albergo. La mattina dopo, George ritorna in hotel completamente ubriaco in compagnia di un francese con cui ha stretto amicizia. La ricerca ossessiva di George inizia presto a stancare Alice, la quale si rifiuta di accompagnarlo in Spagna per andare a trovare un famoso matador amico di Picasso che potrebbe essere in grado di organizzare un incontro tra i due. George vive un'avventura in Spagna con il matador mentre Alice vaga da sola per la cittadina francese. Incontra un pittore cieco e sua moglie, che la invitano a cena a casa e le regalano uno dei suoi quadri.
George ritorna in Francia deluso dal fatto che la sua ricerca non sia andata a buon fine e si scusa con Alice per averla portata in una vacanza così miserabile. Fanno un'ultima nuotata in spiaggia prima di allontanarsi verso il tramonto, senza notare che, a poche centinaia di metri di distanza, si trova Picasso in spiaggia con la sua famiglia intento a disegnare figure fantastiche sulla sabbia.